# Seria lui Grandi
În analiza matematică, seria infinită 1 - 1 + 1 - 1 + …, numită și Seria lui Grandi sau a lui Leibniz, este o serie alternată ai cărei termeni sunt constanți. A fost remarcată în 1703 de către Guido Grandi în cartea sa Quadratura circula et hyperbolae per infinitas hyperbolas geometrice exhibita. Folosind notația însumării, suma parțială a primilor m termeni ai seriei poate fi exprimată ca:
{\displaystyle \sum _{n=1}^{m}(-1)^{n-1}.}
Seria infinită diverge, adică șirul său de sume parțiale, (1, 0, 1, 0, …), nu tinde înspre o (unică) limită finită. Astfel de serii nu au sumă în sensul uzual al noțiunii de ”sumă” a seriei, însă Grandi a observat că prin simpla grupare a termenilor se pot obține două rezultate distincte:
{\displaystyle (1-1)+(1-1)+\cdots =0}
{\displaystyle 1+(-1+1)+(-1+1)+\cdots =1}

Egalitatea paradoxală:
{\displaystyle 1-1+1-1+\cdots ={\frac {1}{2}}}
poate fi oarecum justificată prin comportamentul periodic al șirului sumelor parțiale; formal ea este susținută de rezultatele teoretice despre metodele de sumare ale seriilor divergente. Către sfârșitul secolului al XIX-lea, acestea au început să fie studiate sistematic, constituind o nouă ramură a matematicii. Începând cu 1890, Ernesto Cesàro, Émile Borel și alții au investigat metode clar definite de a atribui o „sumă generalizată” unor serii divergente. Astfel pot fi menționate transformarea liniară sau metodele Cesàro, Abel, Borel, Euler, Norlund, Riesz sau Riemann. Multe dintre aceste metode de sumare vor aloca pentru 1 − 1 + 1 − 1 + … valoarea de 1⁄2.
Seria lui Grandi este strâns legată de 1 − 2 + 3 − 4 + · · ·. Euler le-a tratat pe acestea ca fiind cazuri particulare ale seriei 1 − 2n + 3n − 4n + … pentru n arbitrar, o direcție de cercetare care extinde activitatea sa asupra problemei  Basel spre ecuațiile funcționale a ceea ce este cunoscut în prezent ca funcția eta Dirichlet și funcția zeta Riemann.